# Planalto de Jos

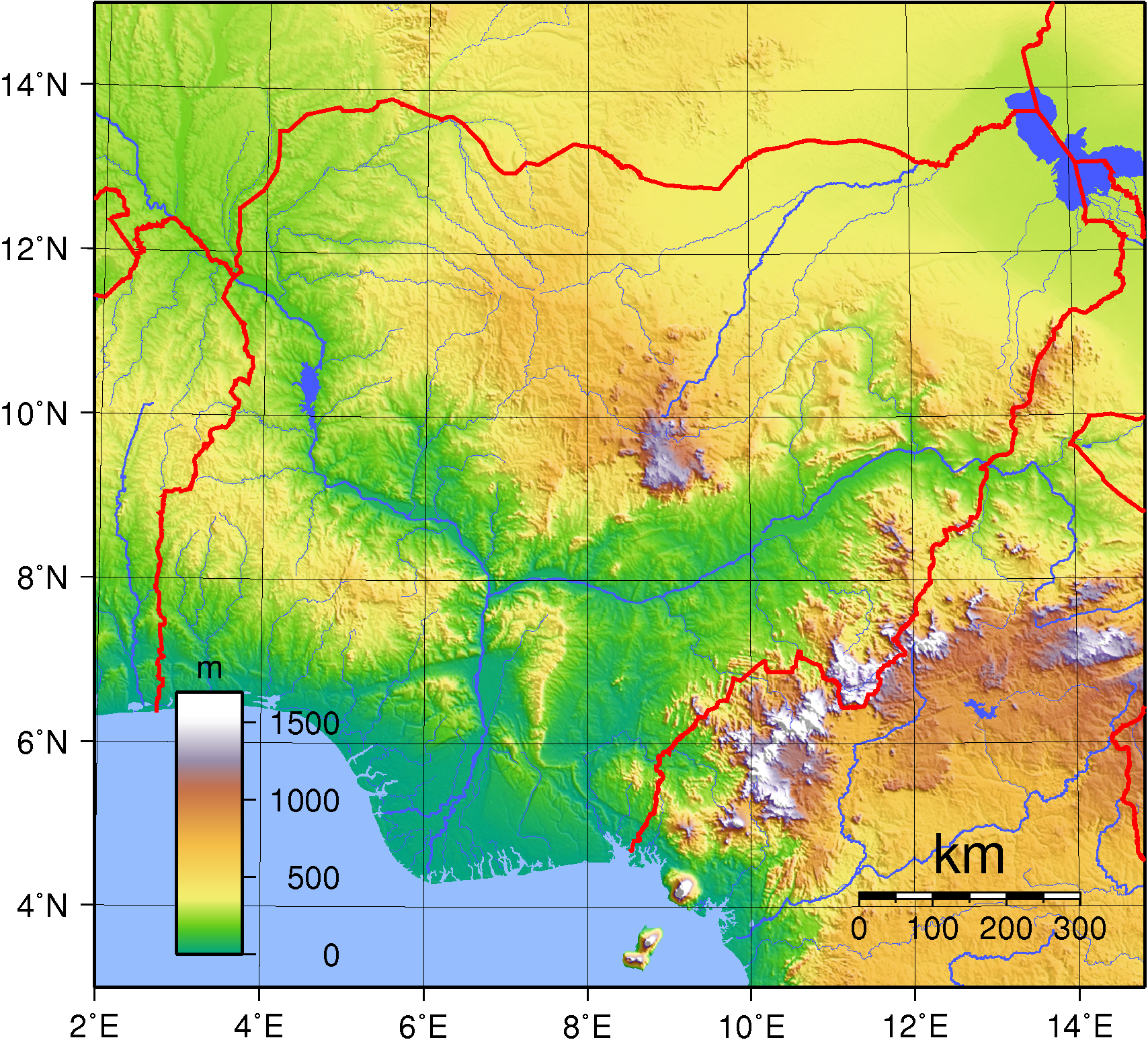
Mapa topográfico da Nigéria: ao centro, o planalto de Jos

O planalto de Jos, meseta de Jos ou platô de Jos é um planalto localizado no centro da Nigéria, cobrindo 7770 km². Com uma altitude média de 1280 metros, o ponto mais alto alcança 2010 metros, é a única região de clima temperado da Nigéria. Esse platô ou planalto (em inglês plateau) deu nome ao estado de Plateau, no qual está localizado.

## História
Após a colonização britânica na Nigéria, o planalto de Jos se tornou um dos destinos turísticos mais importantes da Nigéria, mas a atividade turística tem sido prejudicada por novos conflitos entre cristãos e islâmicos. Durante os anos 60, a mineração do estanho ocorria em toda a região, causando danos ao ambiente em áreas isoladas. O planalto de Jos é dotado de um grande número de vulcões extintos.

## Geologia
O planalto de Jos é constituído basicamente de granito, com algumas elevações de origem vulcânica contendo estanho. Alguns rios importantes da região são o Kaduna, o Gongola, o Hadejia e o Iobe, que possuem suas nascentes nesse planalto.